# The Ingoldsby Legends
The Ingoldsby Legends, mit vollem Titel The Ingoldsby Legends, or Mirth and Marvels („Die Ingoldsby Legenden oder Spaß und Spuk“), ist eine Sammlung von Mythen, Legenden, Geistergeschichten und Gedichten, die meist Parodien oder absichtlich humorvoll sind.

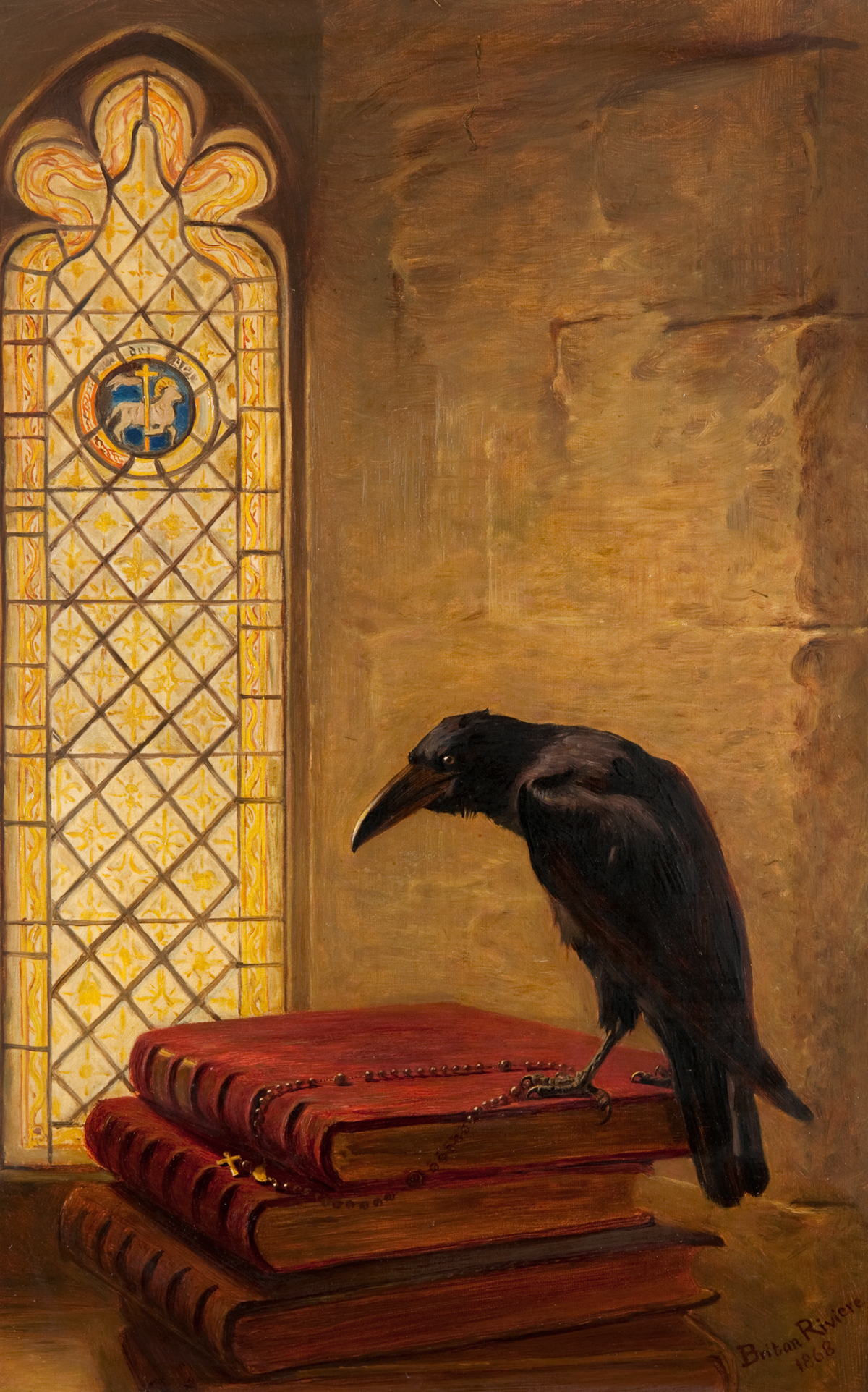
Ein Heiliger, aus „Jackdaw of Rheims“, Gemälde von Briton Rivière, 1868

Sie wurden unter dem Decknamen Thomas Ingoldsby aus Tappington Everard in Kent verfasst, dem Sobriquet eines kentischen Geistlichen der Church of England namens Richard Harris Barham (1788–1845). Barham wurde in Canterbury geboren. Sein Vater lebte in Tappington Everard House, dem Schauplatz der ersten Geschichte. Noch als Kind wurde er vaterlos und erbte dann ein kleines Anwesen, zu dem das in den Legends häufig erwähnte Herrenhaus von Tappington in Denton, Kent, gehörte. Seine Kenntnisse der kentischen Legenden entwickelte er während seiner Aufenthalte als Kurat in Ashford und Westwell und später in den Wohnsitzen von Snargate und Warehorne, bis er 1821 nach London zog.
Der Verfasser gibt vor, alte Dokumente „entdeckt“ zu haben, die die Grundlage für seine Geschichten bildeten. Tatsächlich sind die meisten davon Überarbeitungen anderer Quellen mit Erzählungen, von mittelalterlichen Chroniken bis zu kentischen Legenden und Sir Walter Scott. Die Mischung aus Verbrechen und Übernatürlichem, sowohl in Versen als auch in Prosa, erhält eine komische und groteske Dimension, die Barhams Leser sofort anspricht.
Das wohl bekannteste Gedicht der Sammlung ist The Jackdaw of Rheims (Die Dohle von Reims), über eine Dohle, die den Ring eines Kardinals stiehlt und daraufhin heiliggesprochen wird.
Erstmals gedruckt wurden sie in den Zeitschriften Bentley's Miscellany und New Monthly und erstmals zwischen 1840 und 1847 in Buchform veröffentlicht.
Die Legends wurde von George Cruikshank (1792–1878), John Leech (1817–1864) und John Tenniel (1820–1914) illustriert.

## Liste der Kapitel
Kapitel:
- „The Spectre of Tappington“

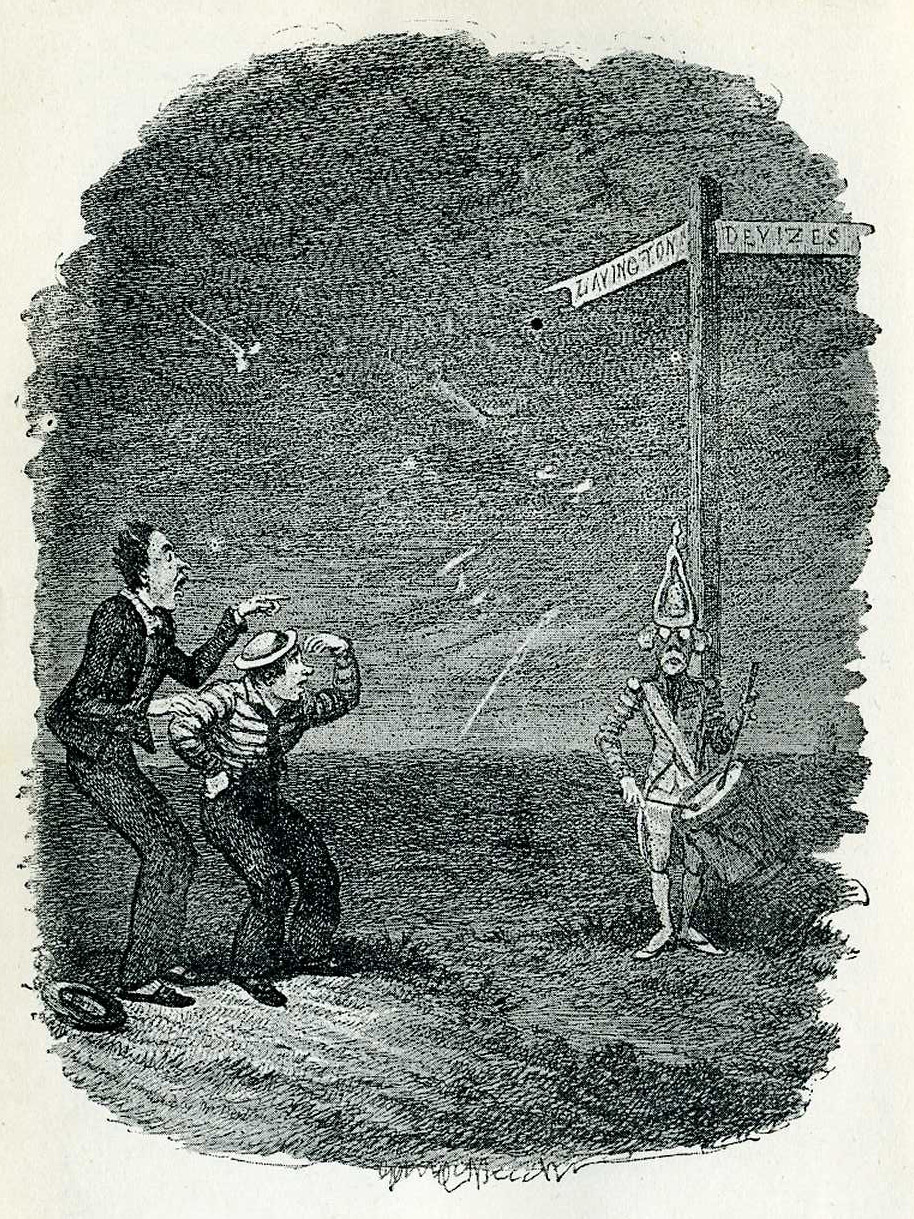
Illustration von George Cruikshank für Dead Drummer of Salisbury Plain, eine der Ingoldsby Legends.

- „The Nurse’s Story: the Hand of Glory“
- „Patty Morgan the Milkmaid's Story: 'Look at the Clock!'“
- „Grey Dolphin: a legend of Sheppey“
- „The Ghost“
- „The Cynotaph“
- „The Leech of Folkestone: Mrs Botherby’s Story“
- „The Legend of Hamilton Tighe“
- „The Witches’ Frolic“
- „A Singular Passage in the Life of the Late Henry Harris, Doctor in Divinity“
- „The Jackdaw of Rheims“
- „A Lay of St Dunstan“
- „A Lay of St Gengulphus“
- „The Lay of St Odille“
- „A Lay of St Nicholas“
- „The Lady Rohesia“
- „The Tragedy“
- „Mr. Barney Maguire’s Account of the Coronation“
- „The 'Monstre' Balloon“
- „The Execution: A Sporting Anecdote“
- „Some Account of a New Play“
- „Mr Peters’s Story: the Bagman’s Dog“
- „Introduction to the Second Series“
- „The Black Mousquetaire: a legend of France“
- „Sir Rupert the Fearless: a legend of Germany“
- „The Merchant of Venice: a legend of Italy“
- „The Auto-Da-Fé: a legend of Spain“
- „The Ingoldsby Penance!: a legend of Palestine and West Kent“
- „Netley Abbey: a legend of Hampshire“
- „Fragment“
- „Nell Cook: a legend of the Dark Entry – the King's Scholar’s story“
- „Nursery Reminiscences“
- „Aunt Fanny: a legend of a shirt“
- „Misadventures at Margate: a legend of Jarvis’s Jetty“
- „The Smuggler’s Leap: a legend of Thanet“
- „Bloudie Jacke of Shrewsberrie: a legend of Shropshire“
- „The Babes in the Woody; or, the Norfolk Tragedy“
- „The Dead Drummer: a legend of Salisbury Plain“
- „A Row in an Omnibus Box: a legend of the Haymarket“
- „The Lay of St Cuthbert; or the Devil’s Dinner-Party: a legend of the North Countree“
- „The Lay of St Aloys: a legend of Blois“
- „The Lay of the Old Woman Clothed in Grey: a legend of Dover“
- „Raising the Devil: a legend of Cornelius Agrippa“
- „Saint Medard: a legend of Africa“
- „Preface to the Third Series“
- „The Lord of Thoulouse: a legend of Languedoc“
- „The Wedding-Day; or, The Buccaneer’s Curse: a family legend“
- „The Blasphemer’s Warning: a lay of St Romwold“
- „The Brothers Of Birchington: a lay of St Thomas à Becket“
- „The Knight and the Lady: a domestic legend of the reign of Queen Anne“
- „The House-Warming!!: a legend of Bleeding-Heart Yard“
- „The Forlorn One“
- „Jerry Jarvis’s Wig: a legend of the Weald of Kent“
- „Unsophisticated Wishes“
- „Miscellaneous Poems“